# 迪靈漢人口普查區
迪靈漢人口普查區（英語：Dillingham Census Area）是美國阿拉斯加州一個人口普查區，面臨布里斯托灣。面積54,204平方公里。根據美國2000年人口普查，共有人口4,922人。由於無建制，故無治所。
區名來自迪靈漢以紀念代表佛蒙特州的參議員、州長的威廉·P·迪靈漢（William Paul Dillingham）。